# Гришко, Виктор Васильевич
Ви́ктор Васи́льевич Гришко́ (укр. Віктор Васильович Гришко; род. 2 ноября 1961, Кривой Рог, Днепропетровская область) — советский и украинский футболист, вратарь, украинский футбольный тренер.

## Биография
В футбол начал играть в команде «Спартак» Орджоникидзе (Днепропетровская область), затем выступал за дублирующий состав киевского «Динамо», харьковский «Металлист», одесский «Черноморец», турецкий «Трабзонспор», «Николаев», овидиопольский «Днестр», одесский «СКА-Лотто».
После завершения карьеры игрока в 2001 году стал тренером овидиопольского «Днестра», с 2004 года работал в тренерском штабе одесского «Черноморца», 4 ноября 2008 года назначен главным тренером команды. В августе 2009 года, после неудачного старта «Черноморца» в чемпионате Украины (3 очка в 6 матчах), Гришко был отправлен в отставку и на его место назначен Андрей Баль.
Является председателем федерации футбола Одессы, депутат Одесского областного совета.
1 сентября 2013 года на аллее футбольной славы ФК «Черноморец» (Одесса) были открыты две новые именные плиты, одна из которых посвящена Виктору Гришко.

## Достижения
- Обладатель Кубка Федерации футбола СССР: 1990
- В списках лучших футболистов УССР[укр.]: 1991 — № 2
- Обладатель Кубка Украины: 1992